# جی دی ویلیامز
دانیل "جی دی" ویلیامز (انگلیسی: J. D. Williams؛ زادهٔ ۲۲ مهٔ ۱۹۷۸) یک هنرپیشه اهل آمریکایی‌ها است.